# Notopoma stoora
Notopoma stoora är en kräftdjursart som först beskrevs av Lowry 1981.  Notopoma stoora ingår i släktet Notopoma och familjen Ischyroceridae. Inga underarter finns listade i Catalogue of Life.